# Krzywa (Dobrzyniewo Kościelne)
Krzywa (dawn. alt. Krzywe) – część wsi Dobrzyniewo Kościelne w Polsce położona w województwie podlaskim, w powiecie białostockim, w gminie Dobrzyniewo Duże.
Dawniej odrębna osada, a w latach 1933–1951 gromada w gminie Obrubniki.
Nazwa została zniesiona 1 stycznia 2022.